# Skara veterinärinrättning

Skara veterinärinrättning och Skara djursjukhus ligger vid Gråbrödragatan och Peter Hernquistgatan norr om Skara centrum mellan länsmuseet i öster och lantbruksuniversitetet i väster inom Skara kommun. År 1949 omorganiserades inrättningen till en veterinärmedicinsk försöks- och forskningsstation. Den lyder sedan 1977 under Sveriges lantbruksuniversitet. Veterinärinrättningen är  statligt byggnadsminne sedan den 18 mars 1993.

## Beskrivning
Området består av en gräsbevuxen park med utspridda hus och träd. På gräsmattan i mitten av området står en minnessten och nyplanterade askar uppdrivna från skott av moderträd, som grundaren Peter Hernquist planterade, namngivna efter hans läromästare; Bourgelat, La Fosse och Abildgaard.
Huvudbyggnaden är uppförd i 1,5 våning med en gulmålad panelad timmerstomme. Byggnaden vilar på en hög putsad sockel. Taket är ett sadeltak täckt med tvåkupigt lertegel. Vissa snickerier och murade stockar finns kvar av äldre inredning i huvudvåningen. Byggnaden används numera som veterinärmuseum. År 1814 byggdes två flyglar i två våningar. Av dessa står den östra flygeln, som ombyggdes på 1860-talet kvar. Invändigt  skedde en större ombyggnad av fygeln på 1940-50-talet. Huset är utvändigt klätt med ljust gul panel och har spröjsade vitmålade fönster med en dekorativ omfattning. Taket är ett sadeltak belagt med tvåkupigt lertegel.
Arkivbyggnaden uppfördes 1908 i sten för att minska brandrisken. Väggarna är vitputsade  och här har sadeltaket enkupigt lertegel. Byggnaden har höga smala småspröjsade fönster med en välvd överdel. Längs takfoten löper en profilerad taklist. Byggnaden innehåller Hernquistska biblioteket – Veterinärmuseets gamla boksamling. Uthuset och jordkällaren är för sin tid typiska ekonomibyggnader, som hör till en anläggning av detta slag.

## Bakgrund
Den första veterinärhögskolan överhuvudtaget inrättades i Lyon i Frankrike 1762 på initiativ av Claude Bourgelat. Redan 1763 anslogs statliga svenska medel för att skicka tre lärjungar för att studera i Lyon hos Bourgelat. En av stipendiaterna, Peter Hernquist, fick 1774 ansvar för den första svenska veterinärutbildningen, som låg i Skara. Hernquist, som före sin veterinärutbildning var naturvetare, hade 1772 blivit lektor i matematik vid Skara gymnasium. Utbildningen fick fastare form, snarare än att vara en deltidssysselsättning för Hernquist, när Veterinärinrättningen i Skara tillkom 1775. Skolan grundades av Peter Hernquist, som var lärjunge till Carl von Linné, och som allmänt kallas för den svenska veterinärmedicinens fader. Numera hittar man Veterinärmuseet i byggnaden för Hernquists veterinärskola.

## Historik
I mitten av 1700-talet togs de första stegen mot högre utbildning och forskning inom veterinärmedicin i Sverige. 1775 grundades Veterinärinrättningen i Skara, som är landets äldsta läroanstalt för veterinärer. Den var för övrigt den sjätte i världen. Utbildningen lokaliserades till den av Kronan upplåtna prebendebostaden Brogården med utsikt över Brogårdsdammen. Delvis med egna medel uppförde Hernquist en tvåvånings
träbyggnad innehållande apotek, laboratorium med mera. Efter en brand 1802 uppbyggdes nuvarande byggnad på den gamla grunden. I källarvåningen finns även rester efter ett franciskanerkloster med bland annat flera dekorerade stenar.
Då en veterinärinrättning startade i Stockholm 1821 förlorade anläggningen i Skara sin betydelse, framförallt för att legitimation för veterinärer endast kunde utfärdas i Stockholm. År 1886 beslutades att inrättningen skulle ändras till hovbeslagsskola och sjukvårdsanstalt för husdjur. Byggnader för dessa ändamål finns numera på en angränsande tomt. Utbildningen av veterinärer i Skara upphörde 1889.

## Galleri

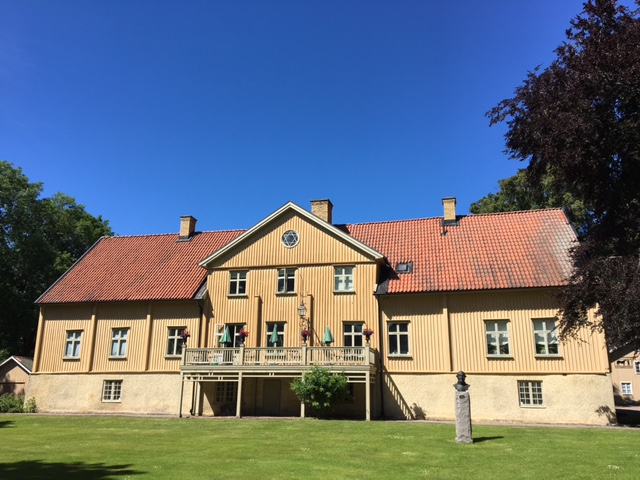
Veterinärmuseet Brogården, sett från söder.
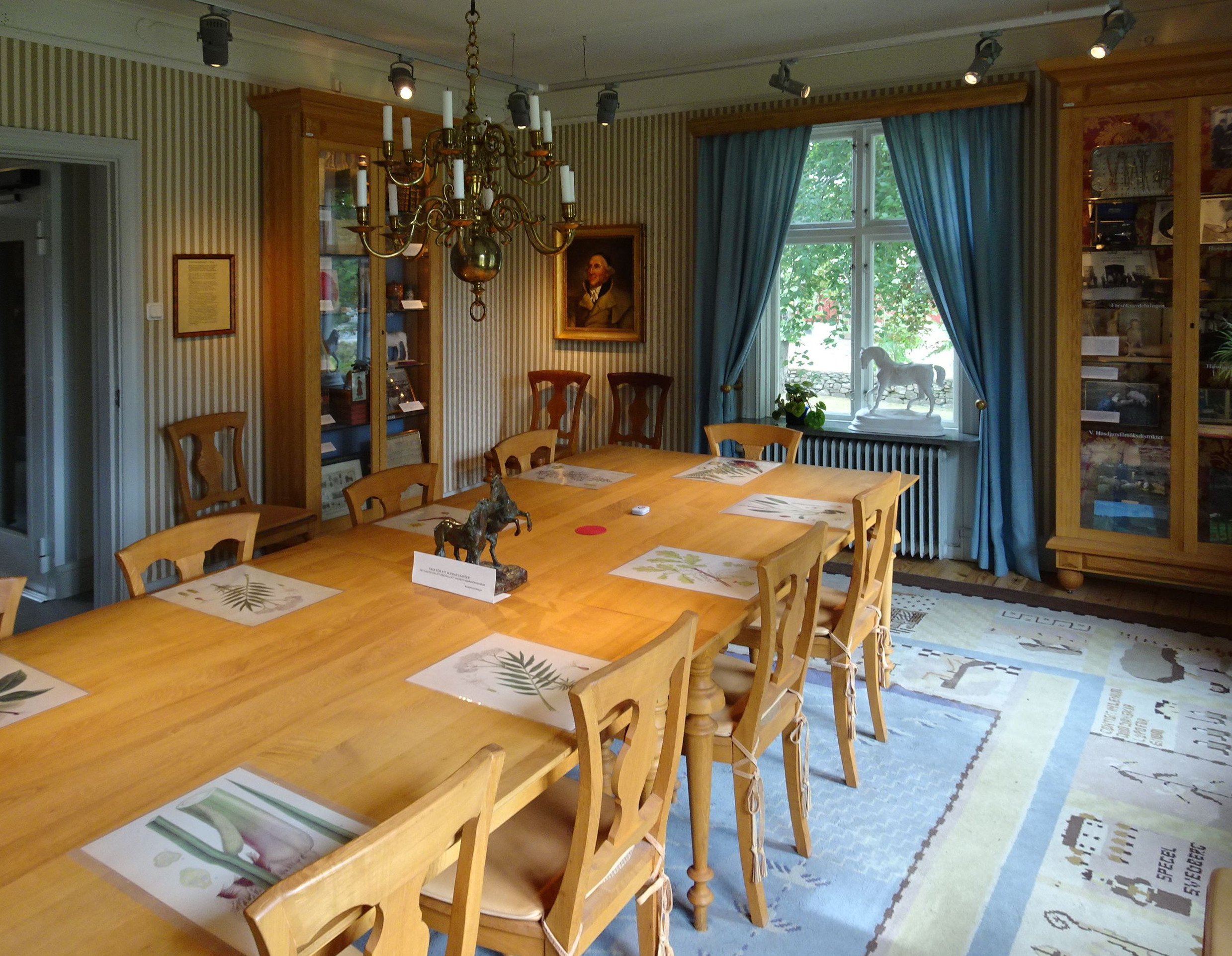
Brogården – här grundades Sveriges första veterinärutbildning.
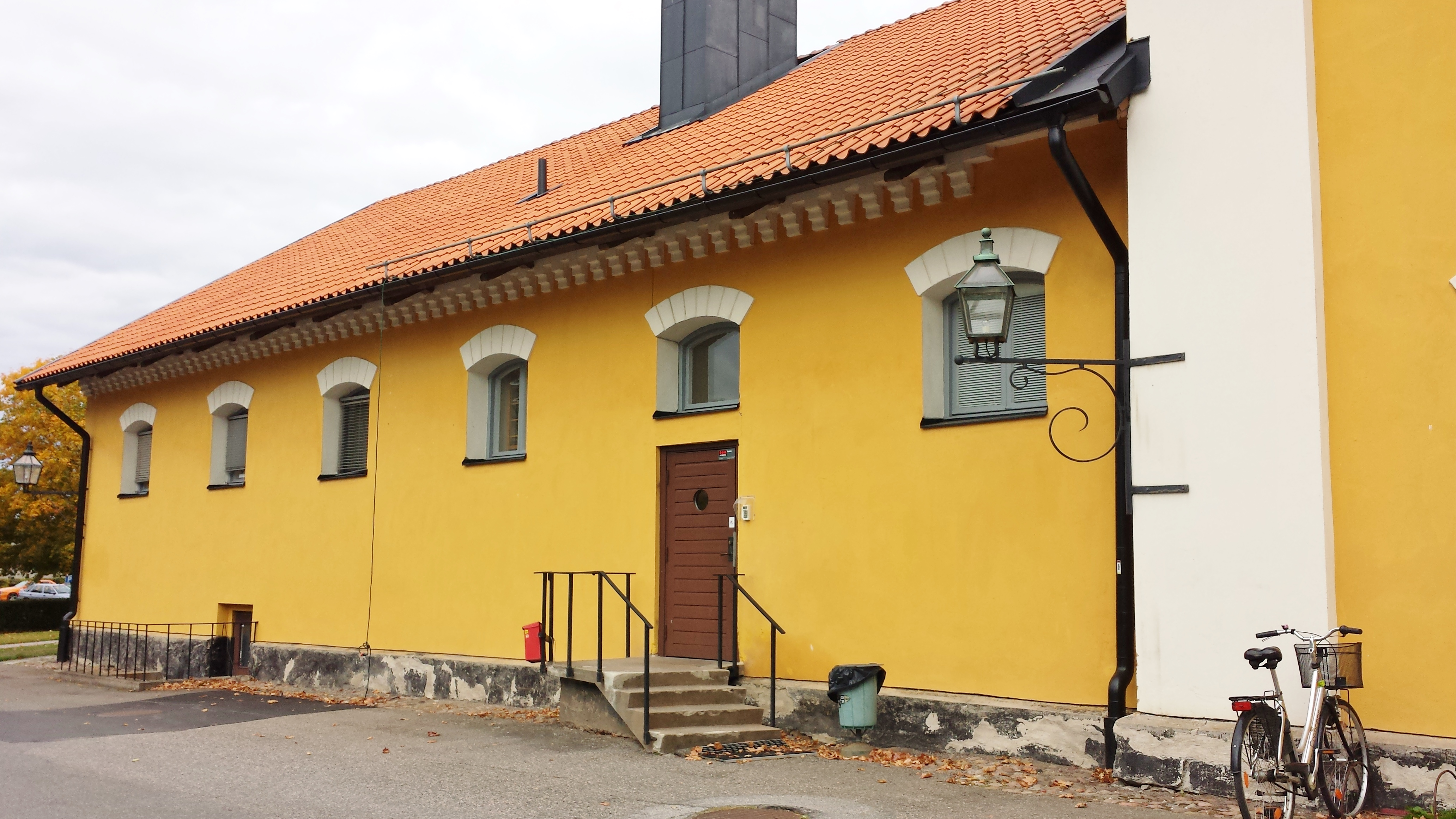
Skara vetrinärinrättning.
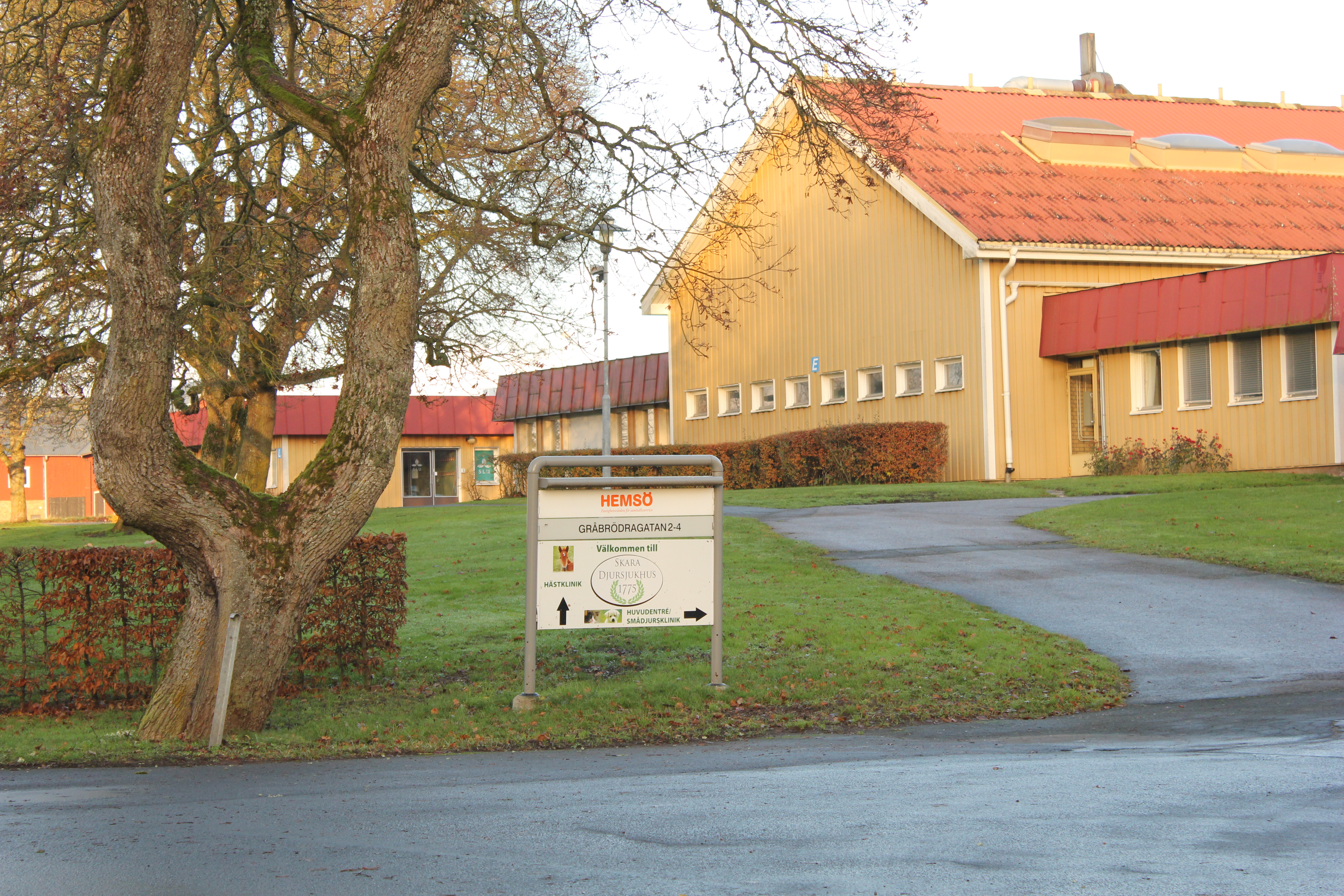
Skara vetrinärinrättning, entré.